# Alepocephalus tenebrosus
Alepocephalus tenebrosus, morska riba iz reda Osmeriformes, porodice Alepocephalidae. Živi na dubina ispod 60 pa do 5500 m u sjevernom Pacifiku od Beringovog mora pa najmanje do Kalidornije, a prema D. A. Ambroseu, 1996, ima je i u području kod Čilea. Naraste najviše 61.0 cm.
U eng. jeziku poznata je kao California slickhead, a drugi narodni naziv za nju je Californisk glathovedfisk u danskom jeziku. Klasificirao ju je Gilbert, 1892.